# Гідроксиди природні
Гідроксиди природні — клас мінералів, головним чином природні водні оксиди металів. Являють собою сполуки металів з гідроксильною групою (ОН)-, що повністю або частково заміщує йони кисню в оксидах.
Будова шарувата з гексагональною або близькою до неї найщільнішою упаковкою йонів (ОН)-.
Включають близько 70 мінеральних видів. Найпоширеніші природні гідроксиди заліза (наприклад, ґетит, гідроґетит, лепідокрокіт і інш.), алюмінію (гібсит, беміт, діаспор) і марганцю (манґаніт, псиломелан, ін.). Сингонії природних гідроксидів — ромбічна, моноклінна, триклінна, рідше — тригональна та тетрагональна. 
Більшість природних гідроксидів утворюють листуваті, пластинчаті, таблитчасті, лускаті, рідше голчаті, волокнисті, стовпчасті, щільні приховано-кристалічні (майже до аморфних), коломорфні і натічні агрегати, а також порошкуваті і землисті маси, нальоти, вицвіти, псевдо-морфози різних мінералів. Твердість і густина знижені в порівнянні з безводними оксидами. Гідроксиди природні — головним чином, гіпергенні мінерали. Частіше за все вони утворюються при хімічному вивітрюванні гірських порід в зонах окиснення рудних родовищ, при процесах осадонакопичення; поширені в ґрунтах. 
Гідроксиди природні складають руди основних промислових типів родовищ алюмінію (боксити), марганцю (осадові манганітові руди), частково заліза (бурі залізняки), входять до складу глибоководних залізо-марганцевих конкрецій.